# ال ریور کراسینگ، نیوبرانزویک
ال ریور کراسینگ، نیوبرانزویک (به انگلیسی: Eel River Crossing, New Brunswick) یک منطقهٔ مسکونی در کانادا است که در ریستیگوش واقع شده‌است. ال ریور کراسینگ ۱٬۲۰۹ نفر جمعیت دارد.